# Théorème de Neuberg
En mathématiques, le théorème de Neuberg est un résultat de géométrie du triangle.

## Formulation de l'énoncé
Soit un triangle ABC.

Illustration du théorème de Neuberg

Soit OA le centre du carré extérieur ayant comme côté BC. On construit de façon similaire les points OB et OC.
On construit ensuite MA, le centre du carré intérieur ayant comme côté OBOC.
On construit ainsi MB et MC.
Alors les points MA, MB et MC sont les milieux des côtés du triangle ABC.